# Rafiq Hüseynov
Rafiq Hüseynov, teljes nevén: Rafiq Radik oğlu Hüseynov (1988. május 16. –) azeri világ- és Európa-bajnok, olimpiai bronzérmes kötöttfogású birkózó.

## Sportpályafutása
A birkózó Európa bajnokságon aranyérmet szerzett 2011-ben 74 kg-ban, bronzérmet szerzett 2018-ban 82 kg-ban, 2015-ben az Európa Játékokon ezüstérmet szerzett 82 kg-ban. Az Iszlám Szolidaritási Játékokon 2017-ben ezüstérmet szerzett 80 kg-ban, a Katonai Világjátékokon 2015-ben aranyérmes lett 80 kg-ban.
A 2019-es birkózó-világbajnokságon 82 kg-os súlycsoportban az elődöntőben 8-5-re verte az iráni Szaeid Morád Abdavalit, majd a döntőig jutott, melyben grúz ellenfele Lasa Gobadze volt és végül ezüstérmet szerzett.
2021-ben a tokiói olimpián 77 kg-ban lett bronzérmes. Ezután októberben megnyerte a világbajnokságot 82 kg-ban. A 2022-es világbajnokságon a bronzmérkőzésen Lévai Tamástól szenvedett vereséget. 2023-ban tudott újabb világbajnoki címet nyerni.